# 981

## Decese
- Pandulf Cap de Fier, principe de Benevento și de Capua din 943 (n. ?)